# Juan José Hernández Arregui
Juan José Hernández Arregui (Pergamino, 29 de septiembre de 1913 - Mar del Plata, 22 de septiembre de 1974) fue un escritor, político y periodista argentino. Es considerado uno de los intelectuales más importantes de la corriente del peronismo revolucionario.

## Biografía
Hernández Arregui nació en la ciudad de Pergamino, a 220 km al noroeste de la ciudad de Buenos Aires.
Cuando tenía cinco años su familia se trasladó a Capital Federal. Al poco tiempo su padre abandonó la casa familiar y él y su madre se fueron a vivir a la casa de una tía.
Cursó Derecho en la Universidad de Buenos Aires.

Mi iniciación política, siendo un adolescente, data de poco después de 1930: abracé la causa antiimperialista y anticonservadora que no he abandonado ni abandonaré jamás.
Juan José Hernández Arregui

En 1933, a los 19 años, se afilió a la Unión Cívica Radical (que en esa época poseía un ala yrigoyenista que era nacionalista). Escribió en los periódicos partidarios Debate, Doctrina Radical y La Libertad.
A fines de ese año (1933) falleció su madre, Patricia Arregui,
quien era su soporte en todo sentido. Eso lo envolvió en una profunda congoja que lo llevó a mudarse lejos de la ciudad, al pueblo de Villa María ―en la provincia de Córdoba, a 550 km al noroeste de Buenos Aires―, a la casa del hermano de su madre, consiguiendo un empleo en la biblioteca Bernardino Rivadavia de esa ciudad.
En 1936, con la victoria de Amadeo Sabattini a la gobernación de la provincia de Córdoba, Hernández Arregui fue nombrado secretario de la Universidad Popular Víctor Mercante.
En 1938, a los 24 años, se mudó a Córdoba capital, donde consiguió trabajo en el Boletín Oficial de la provincia,
y también en el diario “Debate.
Se casó con Odilia Giraudo, una maestra de 20 años que lo acompañará toda su vida.
Ese año ingresó en la Facultad de Filosofía y Letras de la Universidad Nacional de Córdoba, en la que tuvo como principal maestro al filósofo italiano Rodolfo Mondolfo.
En 1944 ―a los 31 años― se doctoró con la tesis Las bases sociológicas de la cultura griega, por la que obtuvo el Diploma de Honor y la Medalla de Oro.
En 1947 ―durante la presidencia de Juan Domingo Perón―, Hernández Arregui renunció al Partido Radical y comenzó su aproximación al Partido Peronista. Se mudó desde Córdoba a la ciudad de La Plata (capital de la provincia de Buenos Aires, a 60 km al sureste de la ciudad de Buenos Aires). De la mano del intelectual Arturo Jauretche ingresó como funcionario en el gobierno bonaerense de Domingo Mercante como director de Publicaciones y Prensa del Ministerio de Hacienda. En 1948 obtuvo el puesto de profesor adjunto de Historia en la Facultad de Humanidades y Ciencias de la Educación de la Universidad Nacional Eva Perón (actual Universidad Nacional de La Plata) y en la Facultad de Ciencias Económicas de la Universidad de Buenos Aires. Con la salida de Mercante del gobierno provincial, Juan José Hernández Arregui se trasladó a la ciudad de Buenos Aires, donde se «refugia en el medio universitario», manteniendo el cargo en la Universidad Nacional de la Plata ocupando además la dirección del Instituto de Historia. Hasta el golpe de Estado de 1955 también tenía un programa en Radio del Estado, «donde reseñaba libros y comentaba actividades culturales».
En 1955, con el golpe de Estado de la dictadura autoproclamada Revolución «Libertadora», Hernández Arregui fue expulsado, por sus ideas políticas, de todos sus puestos en la universidad. Hernández Arregui se concentró en la labor universitaria, fundamentalmente como director del Instituto de Historia de la Universidad Nacional de La Plata, mientras practicaba el periodismo en la vieja Radio del Estado con programas culturales. Ya había practicado el periodismo militante en los diarios radicales Debate, Doctrina Radical y La Libertad. Permaneció brevemente en el exilio.
En 1957, bajo un ambiente opresivo en medio de fusilamientos y con el peronismo proscripto, durante la dictadura de Pedro Eugenio Aramburu, Hernández Arregui escribió sus obras más importantes, convirtiéndose en el ideólogo más leído por las organizaciones que combatieron en la resistencia peronista hasta el regreso del general Perón al poder.
En 1963, tras recibir un ejemplar de su libro ¿Qué es el ser nacional?, el presidente Juan Domingo Perón le escribió una carta:

He leído sus anteriores obras Imperialismo y cultura y La formación de la conciencia nacional, que representan dos jalones de la cultura sociológica argentina, hasta entonces servida en su mayoría por vendepatrias y cipayos. Le considero a usted el mejor escritor argentino de la actualidad [...] Muchas gracias por todo. Le ruego que acepte, con mi admiración y el saludo más afectuoso, un gran abrazo
Juan Perón, carta escrita en Madrid el 20 de agosto de 1963

En 1964, Hernández Arregui lanzó el movimiento Cóndor junto con otros intelectuales. El 19 de octubre de 1972 sufrió un atentado político en su domicilio: un comando antiperonista hace estallar 2 kg de gelinita en su departamento. Juan José Hernández Arregui salvó su vida porque se encontraba en una habitación interior, pero su esposa, Odilia Giraudo de Hernández, resulta herida y es internada.
Un año después, en 1973, Hernández Arregui (de 60 años) fue distinguido como «profesor emérito» de la Universidad de Buenos Aires. Con el regreso de la democracia, en 1974 dirigió la revista Peronismo y Liberación.
Tras la muerte de Perón, el 1 de julio de 1974, la Triple A pone una bomba en su casa de la calle Guise (en el barrio de Palermo, en Buenos Aires) que solamente produce daños materiales.
En septiembre
de 1973, su nombre apareció en una lista de «condenados» de la organización terrorista peronista y sostenida por el gobierno nacional Triple A. Con su mujer optan por huir a una ciudad del interior para luego partir al exilio. Como tiene afinidad política y de amistad con una familia Eliçagaray,
se muda a la casa de ellos, en la ciudad balnearia de Mar del Plata (a 400km al sur de la ciudad de Buenos Aires). Días después, el 22 de septiembre de 1974, lo sorprende un infarto y fallece, a los 60 años de edad.
Dos años después, toda la familia Elizagaray será diezmada por la dictadura cívico-militar argentina (1976-1983).

## Pensamiento
Hernández Arregui «juzgó tácticamente que la Izquierda Nacional debía ser interna al peronismo, pues allí se avino entonces a concretar, políticamente, ese marxismo que profesaba desde su juventud», es por ello considerado uno de los ideólogos de la corriente de la Izquierda Nacional dentro del movimiento peronista.
En sus ensayos defendió una concepción de carácter nacional y marxista de la historia, que señala la situación de dependencia económica pero sobre todo cultural de la Argentina. Postuló la elaboración de una literatura, y por tanto una cultura, argentina. Denunció a la oligarquía argentina como agentes locales del imperialismo británico y estadounidense. En su libro, La formación de la conciencia nacional relató, con documentación fehaciente de la época y con datos y cifras de la economía, el vaciamiento de capitales del que fue objeto la Argentina durante la Década Infame (años treinta) y posteriormente con el gobierno militar que derrocó a Perón en 1955. Se ha comparado su lineamiento ideológico con el de Raúl Scalabrini Ortiz (1898-1959), también de fuerte raigambre en la cultura nacional argentina.

Sus esfuerzos por compatibilizar su ideología marxista con la propia realidad política de la clase obrera mayoritariamente peronista, implicaron un punto de inflexión y ruptura con las formas de aproximación de la izquierda al peronismo.
Eduardo Luis Duhalde (1939-2012),
secretario de Derechos Humanos de la Nación Argentina

## Obras

### Siete notas extrañas. Cuentos (1935)
Este conjunto de cuentos breves que Hernández Arregui no quiso volver a publicar ha sido descripto de la siguiente manera: "La sexualidad aparece en la obra de Hernández Arregui en el inicio de su actividad como escritor. Es el asunto capital de una pequeña colección de cuentos publicados en 1935 con el título de Siete notas extrañas. Se trata de narraciones patéticas, con el tono desasosegado y pesimista usual en la época, donde primaba la soledad, el sexo y la muerte. El horizonte de la obra era de crítica de las costumbres, pero no atinaba a proponer una manera diferente de vivir".

### Imperialismo y cultura (1957)
El punto de partida del trabajo es la consideración de la actividad cultural como ideología y con relación a la literatura en tanto personificación encubierta de un ciclo económico. Es una respuesta a la situación posperonista, el cual fue reimpreso varias veces por más de una década.
La finalidad del libro es probar cómo esa generación fue instrumento del imperialismo, que se valió de ella para reforzar la conciencia falsa de lo propio y desarmar las fuerzas espirituales defensivas que luchan por la liberación nacional.

### La formación de la Conciencia Nacional (1960)
El libro analiza y describe las diversas ideologías existentes que han sido preponderantes a lo largo de la historia de la República Argentina: la oligarquía y su pensamiento liberal, las izquierdas, el nacionalismo de derecha, el yrigoyenismo, el forjismo, el peronismo y la izquierda nacional. Este libro permite una visión amplia de casi todas las tendencias ideológicas que han transitado la historia del país.

### ¿Qué es el ser nacional? (1963)
El «ser nacional» es, en primer término, un concepto general y sintético, compuesto por una pluralidad de subconceptos subordinados y relacionados entre sí. Es un hecho político vivo empernado con múltiples factores naturales, históricos y psíquicos, a la conciencia histórica de un pueblo. Es una comunidad establecida en un ámbito geográfico y económico, jurídicamente organizada en nación, unida por una misma lengua, un pasado común, instituciones históricas, creencias y tradiciones también comunes en la memoria del pueblo, y amuralladas, tales representaciones colectivas, en sus clases no ligadas al imperialismo, en una actitud de defensa ante embates internos y externos, que en tanto disposición revolucionaria de las masas oprimidas, se manifiesta como conciencia antiimperialista, como voluntad de destino.
Juan José Hernández Arregui

### Nacionalismo y liberación (1969)
¿Qué es el nacionalismo? Pocos conceptos en el vocabulario político contemporáneo tan mentados como el de nacionalismo. Y ninguno más controvertido, incluso, dentro de las mismas corrientes nacionalistas. Pero las disputas más confusas y las desinteligencias más intransigentes enconan a los individuos y las clases sociales, ni bien se ahonda en el mismo. El hecho no debe extrañar. La palabra nacionalismo implica la dilucidación previa de dos órdenes de cuestiones complejas e interrelacionadas. Una teórica, por lo general, no clarificada por quienes manejan el vocablo, y que es más bien objeto de estudios especializados ―económicos, históricos, lingüísticos― y otra práctica, de ahí la imposibilidad de entendernos cuando hablamos de «nacionalismo», espoloneada la cuestión por exigencias presentes, vivas, actuantes, que dividen en tendencias antagónicas internas a los pueblos coloniales de hoy. El concepto político de nacionalismo no es unívoco, da origen a dispares ideologías, a interpretaciones, de clases falsas y comprometidas, como veremos, de la realidad política nacional. Y que, en tanto ideologías de clase, en última instancia aunque pregonen el patriotismo más altisonante, son la negación misma del nacionalismo, si es que por nacionalismo, entendemos, en su acepción verdadera, la teoría y práctica de la política nacional, que únicamente puede encarnarse en la actividad revolucionaria de las masas.
Juan José Hernández Arregui

Juan Domingo Perón, agradeciéndole el envío de una copia del libro, le envía una carta:

Por todo lo que usted hace allí con la difusión de la verdad tantos años oculta, yo deseo como argentino hacerle llegar, junto con mi encomio más entusiasta, mi felicitación más sincera. La causa de la revolución necesita de algunos realizadores, pero no menos de muchos predicadores que, empeñados en la tarea de persuadir, no cejen en el empeño de incendiarlo todo si es preciso.
Juan Domingo Perón

### Peronismo y socialismo (1972)
Este trabajo «quiere ser un libro para los trabajadores: Hernández Arregui resuelve ofrecer un texto en donde el proceso de fusión entre lo afirmativo nacional y lo socialmente revolucionario sea explícito, accesible incluso para lectores sin formación previa».